# The Best Hits
The Best Hits es el segundo álbum de grandes éxitos del cantautor Enrique Iglesias: fue lanzado el 24 de noviembre de 1999. El álbum fue lanzado por Fonovisa Records después de que Iglesias firmara contrato con Interscope Records. En comparación con otro álbum similar titulado Bailamos Greatest Hits, aquí aparecían más canciones que fueron lanzadas como sencillos.

## Lista de canciones
| N.º | Título                      | Escritor(es)                           | Duración |  |
| 1.  | «No llores por mí»          | Enrique Iglesias · Roberto Morales     | 4:11     |  |
| 2.  | «Enamorado por primera vez» | Enrique Iglesias                       | 4:29     |  |
| 3.  | «Si tú te vas»              | Enrique Iglesias · Roberto Morales     | 4:00     |  |
| 4.  | «Bailamos»                  | Paul Barry · Mark Taylor               | 3:25     |  |
| 5.  | «Por amarte»                | Enrique Iglesias · Roberto Morales     | 4:00     |  |
| 6.  | «Esperanza»                 | Enrique Iglesias · Chein García-Alonso | 3:10     |  |
| 7.  | «Nunca te olvidaré»         | Enrique Iglesias                       | 4:24     |  |
| 8.  | «Miente»                    | Rafael Pérez Botija                    | 3:36     |  |
| 9.  | «Volveré»                   | Enrique Iglesias · Roberto Morales     | 4:38     |  |
| 10. | «Si juras regresar»         | Rafael Pérez Botija                    | 4:24     |  |
| 11. | «Al despertar»              | Enrique Iglesias · Roberto Morales     | 4:16     |  |
| 12. | «Cosas del amor»            | Rafael Pérez Botija                    | 4:28     |  |
| 13. | «Trapecista»                | Rafael Pérez Botija                    | 4:27     |  |
| 14. | «Falta tanto amor»          | Enrique Iglesias · Roberto Morales     | 3:55     |  |
| 15. | «Experiencia religiosa»     | Chein García Alonso                    | 5:32     |  |